# كيفن ديفيز (لاعب كرة قدم)
كيفن ديفيز (بالإنجليزية: Kevin Davies)‏ هو مدرب كرة قدم ولاعب كرة قدم باهاماسي، ولد في 15 مايو 1967 في باهاماس.